# Campionato del mondo endurance 2021
La stagione 2021 del campionato del mondo endurance è stata la nona edizione del campionato organizzato congiuntamente dalla FIA e dall'ACO. È iniziata il 1º maggio a Spa ed è terminata il 6 novembre in Bahrein. Il campionato è aperto sia a prototipi con specifiche LMH e LMP2 che a vetture Gran Turismo con specifiche LMGTE, che sono divisi in quattro classi. Il titolo mondiale viene assegnato al miglior pilota e al miglior costruttore per ogni classe.
Rispetto alle stagioni precedenti, il campionato ha visto importanti novità regolamentari dal punto di vista tecnico. Le vetture LMP1 utilizzate nella classe principale sono state infatti sostituite dopo otto anni da una nuova classe nota come Le Mans Hypercar. Grazie ad un'esenzione regolamentare, tuttavia, le LMP1 possono ancora essere schierate accanto ai nuovi prototipi LMH. La stagione 2021 segna inoltre il ritorno ad un calendario annuale, dopo due super stagioni disputate su due anni.

## Calendario
Un calendario è stato rivelato a dicembre 2019 alla 8 Ore del Bahrain. A causa della pandemia di COVID-19, la stagione precedente è stata estesa a novembre 2020. Tuttavia, la stagione 2021 tornerà a un calendario annuale interamente anziché a un calendario invernale. Un calendario per la stagione 2021 è stato annunciato durante l'evento della 24 Ore di Le Mans 2020. Il calendario prevedeva sei round invece di otto e ha visto la rimozione della 6 Ore di Silverstone, della 6 Ore di Shanghai e della Lone Star Le Mans rispetto al calendario 2019-20, nonché l'aggiunta della 6 Ore di Monza. La decisione di organizzare una serie di sei round è stata presa per risparmiare sui costi a causa dell'impatto finanziario della pandemia. La 1000 Miglia di Sebring era inizialmente prevista per il 19 marzo 2021 come primo round della stagione, ma è stata annullata in risposta alla pandemia di COVID-19 e sostituita da una gara della stessa lunghezza a Portimão il 4 aprile 2021. Quella stessa gara sarebbe stata successivamente posticipata al 13 giugno, facendo di Spa la sede del Prologo precampionato e della prima gara della stagione. La 24 Ore di Le Mans era originariamente prevista per il 12 e 13 giugno, ma è stata successivamente posticipata al 21-22 agosto per aumentare le possibilità di correre con gli spettatori. Il 7 luglio è stata cancellata la 6 Ore del Fuji a causa delle restrizioni di viaggio per la pandemia di COVID-19, sostituita con un nuovo appuntamento in Bahrein con una gara di 6 Ore.
| Gara | Evento                     | Circuito                           | Sede                 | Data              |
| ---- | -------------------------- | ---------------------------------- | -------------------- | ----------------- |
| 1    | 6 Ore di Spa-Francorchamps | Circuito di Spa-Francorchamps      | Stavelot, Belgio     | 1º maggio 2021    |
| 2    | 8 Ore di Portimão          | Autódromo Internacional do Algarve | Portimão, Portogallo | 13 giugno 2021    |
| 3    | 6 Ore di Monza             | Autodromo nazionale di Monza       | Monza, Italia        | 18 luglio 2021    |
| 4    | 24 Ore di Le Mans          | Circuit de la Sarthe               | Le Mans, Francia     | 21-22 agosto 2021 |
| 5    | 6 Ore del Bahrain          | Circuito di Sakhir                 | Sakhir, Bahrein      | 30 ottobre 2021   |
| 6    | 8 Ore del Bahrain          | Circuito di Sakhir                 | Sakhir, Bahrein      | 6 novembre 2021   |

### Gara cancellata a causa della pandemia da coronavirus
| Evento                 | Circuito                      | Sede                          | Data              |
| ---------------------- | ----------------------------- | ----------------------------- | ----------------- |
| 1000 Miglia di Sebring | Sebring International Raceway | Sebring, Florida, Stati Uniti | 19 marzo 2021     |
| 6 Ore del Fuji         | Fuji Speedway                 | Oyama, Giappone               | 26 settembre 2021 |

## Scuderie e piloti

### Classe Hypercar
| Scuderia            | Vettura             | Motore                     | Hybrid             | Pneumatici | #   | Piloti             | Gare  |
| ------------------- | ------------------- | -------------------------- | ------------------ | ---------- | --- | ------------------ | ----- |
| Toyota Gazoo Racing | Toyota GR010 Hybrid | Toyota 3.5 L Turbo V6      | Hybrid             | M          | 7   | Mike Conway        | Tutte |
| Toyota Gazoo Racing | Toyota GR010 Hybrid | Toyota 3.5 L Turbo V6      | Hybrid             | M          | 7   | Kamui Kobayashi    | Tutte |
| Toyota Gazoo Racing | Toyota GR010 Hybrid | Toyota 3.5 L Turbo V6      | Hybrid             | M          | 7   | José María López   | Tutte |
| Toyota Gazoo Racing | Toyota GR010 Hybrid | Toyota 3.5 L Turbo V6      | Hybrid             | M          | 8   | Sébastien Buemi    | Tutte |
| Toyota Gazoo Racing | Toyota GR010 Hybrid | Toyota 3.5 L Turbo V6      | Hybrid             | M          | 8   | Brendon Hartley    | Tutte |
| Toyota Gazoo Racing | Toyota GR010 Hybrid | Toyota 3.5 L Turbo V6      | Hybrid             | M          | 8   | Kazuki Nakajima    | Tutte |
| Alpine Elf Matmut   | Alpine A480         | Gibson GL458 4.5 L V8      |                    | M          | 36  | Nicolas Lapierre   | Tutte |
| Alpine Elf Matmut   | Alpine A480         | Gibson GL458 4.5 L V8      | André Negrão       | M          | 36  | Tutte              |       |
| Alpine Elf Matmut   | Alpine A480         | Gibson GL458 4.5 L V8      | Matthieu Vaxivière | M          | 36  | Tutte              |       |
| Glickenhaus Racing  | Glickenhaus 007 LMH | Glickenhaus 3.5 L Turbo V8 |                    | M          | 708 | Luís Felipe Derani | 3-4   |
| Glickenhaus Racing  | Glickenhaus 007 LMH | Glickenhaus 3.5 L Turbo V8 | Olivier Pla        | M          | 708 | 3-4                |       |
| Glickenhaus Racing  | Glickenhaus 007 LMH | Glickenhaus 3.5 L Turbo V8 | Gustavo Menezes    | M          | 708 | 3                  |       |
| Glickenhaus Racing  | Glickenhaus 007 LMH | Glickenhaus 3.5 L Turbo V8 | Franck Mailleux    | M          | 708 | 4                  |       |
| Glickenhaus Racing  | Glickenhaus 007 LMH | Glickenhaus 3.5 L Turbo V8 |                    | M          | 709 | Romain Dumas       | 2-4   |
| Glickenhaus Racing  | Glickenhaus 007 LMH | Glickenhaus 3.5 L Turbo V8 | Richard Westbrook  | M          | 709 | 2-4                |       |
| Glickenhaus Racing  | Glickenhaus 007 LMH | Glickenhaus 3.5 L Turbo V8 | Ryan Briscoe       | M          | 709 | 2, 4               |       |
| Glickenhaus Racing  | Glickenhaus 007 LMH | Glickenhaus 3.5 L Turbo V8 | Franck Mailleux    | M          | 709 | 3                  |       |

### Classe LMP2
| Scuderia                  | Vettura                 | Pneumatici | #  | Categoria | Piloti                 | Gare     |
| ------------------------- | ----------------------- | ---------- | -- | --------- | ---------------------- | -------- |
| Richard Mille Racing Team | Oreca 07                | G          | 1  | P2        | Sophia Flörsch         | Tutte    |
| Richard Mille Racing Team | Oreca 07                | G          | 1  | P2        | Tatiana Calderón       | 1-4, 6   |
| Richard Mille Racing Team | Oreca 07                | G          | 1  | P2        | Beitske Visser         | 1-2, 4-6 |
| Richard Mille Racing Team | Oreca 07                | G          | 1  | P2        | Gabriel Aubry          | 5        |
| High Class Racing         | Oreca 07                | G          | 20 | PA        | Dennis Andersen        | Tutte    |
| High Class Racing         | Oreca 07                | G          | 20 | PA        | Anders Fjordbach       | 1-3, 5-6 |
| High Class Racing         | Oreca 07                | G          | 20 | PA        | Jan Magnussen          | 1-3      |
| High Class Racing         | Oreca 07                | G          | 20 | PA        | Marco Sørensen         | 4        |
| High Class Racing         | Oreca 07                | G          | 20 | PA        | Ricky Taylor           | 4        |
| High Class Racing         | Oreca 07                | G          | 20 | PA        | Robert Kubica          | 5-6      |
| DragonSpeed USA           | Oreca 07                | G          | 21 | PA        | Ben Hanley             | Tutte    |
| DragonSpeed USA           | Oreca 07                | G          | 21 | PA        | Henrik Hedman          | Tutte    |
| DragonSpeed USA           | Oreca 07                | G          | 21 | PA        | Juan Pablo Montoya     | Tutte    |
| United Autosports USA     | Oreca 07                | G          | 22 | P2        | Philip Hanson          | Tutte    |
| United Autosports USA     | Oreca 07                | G          | 22 | P2        | Fabio Scherer          | 1, 3-6   |
| United Autosports USA     | Oreca 07                | G          | 22 | P2        | Filipe Albuquerque     | 1, 3-6   |
| United Autosports USA     | Oreca 07                | G          | 22 | P2        | Paul di Resta          | 2        |
| United Autosports USA     | Oreca 07                | G          | 22 | P2        | Wayne Boyd             | 2        |
| Jota Sport                | Oreca 07                | G          | 28 | P2        | Tom Blomqvist          | Tutte    |
| Jota Sport                | Oreca 07                | G          | 28 | P2        | Sean Gelael            | Tutte    |
| Jota Sport                | Oreca 07                | G          | 28 | P2        | Stoffel Vandoorne      | Tutte    |
| Jota Sport                | Oreca 07                | G          | 38 | P2        | Anthony Davidson       | Tutte    |
| Jota Sport                | Oreca 07                | G          | 38 | P2        | António Félix da Costa | Tutte    |
| Jota Sport                | Oreca 07                | G          | 38 | P2        | Roberto González       | Tutte    |
| Racing Team Nederland     | Oreca 07                | G          | 29 | PA        | Frits van Eerd         | Tutte    |
| Racing Team Nederland     | Oreca 07                | G          | 29 | PA        | Giedo van der Garde    | 1-2, 4-6 |
| Racing Team Nederland     | Oreca 07                | G          | 29 | PA        | Job van Uitert         | 1-2, 4-6 |
| Racing Team Nederland     | Oreca 07                | G          | 29 | PA        | Nyck de Vries          | 3        |
| Racing Team Nederland     | Oreca 07                | G          | 29 | PA        | Paul-Loup Chatin       | 3        |
| Team WRT                  | Oreca 07                | G          | 31 | P2        | Robin Frijns           | Tutte    |
| Team WRT                  | Oreca 07                | G          | 31 | P2        | Ferdinand Habsburg     | Tutte    |
| Team WRT                  | Oreca 07                | G          | 31 | P2        | Charles Milesi         | Tutte    |
| Inter Europol Competition | Oreca 07                | G          | 34 | P2        | Alex Brundle           | Tutte    |
| Inter Europol Competition | Oreca 07                | G          | 34 | P2        | Jakub Śmiechowski      | Tutte    |
| Inter Europol Competition | Oreca 07                | G          | 34 | P2        | Renger van der Zande   | 1, 3-6   |
| Inter Europol Competition | Oreca 07                | G          | 34 | P2        | Louis Delétraz         | 2        |
| ARC Bratislava            | Ligier JS P217 Oreca 07 | G          | 44 | PA        | Miroslav Konôpka       | Tutte    |
| ARC Bratislava            | Ligier JS P217 Oreca 07 | G          | 44 | PA        | Tom Jackson            | 1-2      |
| ARC Bratislava            | Ligier JS P217 Oreca 07 | G          | 44 | PA        | Darren Burke           | 1        |
| ARC Bratislava            | Ligier JS P217 Oreca 07 | G          | 44 | PA        | Oli Webb               | 2-5      |
| ARC Bratislava            | Ligier JS P217 Oreca 07 | G          | 44 | PA        | Matej Konôpka          | 3-4      |
| ARC Bratislava            | Ligier JS P217 Oreca 07 | G          | 44 | PA        | Kush Maini             | 5        |
| ARC Bratislava            | Ligier JS P217 Oreca 07 | G          | 44 | PA        | Nelson Panciatici      | 6        |
| ARC Bratislava            | Ligier JS P217 Oreca 07 | G          | 44 | PA        | Olli Caldwell          | 6        |
| Realteam Racing           | Oreca 07                | G          | 70 | PA        | Esteban Garcia         | Tutte    |
| Realteam Racing           | Oreca 07                | G          | 70 | PA        | Norman Nato            | Tutte    |
| Realteam Racing           | Oreca 07                | G          | 70 | PA        | Loïc Duval             | 1, 3-6   |
| Realteam Racing           | Oreca 07                | G          | 70 | PA        | Mathias Beche          | 2        |

| Icona | Categoria       |
| ----- | --------------- |
| P2    | LMP2            |
| PA    | LMP2 Pro-Am Cup |

### Classe LMGTE Pro
| Scuderia        | Vettura             | Motore                        | Pneumatici | #  | Piloti                | Gare    |
| --------------- | ------------------- | ----------------------------- | ---------- | -- | --------------------- | ------- |
| AF Corse        | Ferrari 488 GTE Evo | Ferrari F154CB 3.9 L Turbo V8 | M          | 51 | James Calado          | Tutte   |
| AF Corse        | Ferrari 488 GTE Evo | Ferrari F154CB 3.9 L Turbo V8 | M          | 51 | Alessandro Pier Guidi | Tutte   |
| AF Corse        | Ferrari 488 GTE Evo | Ferrari F154CB 3.9 L Turbo V8 | M          | 51 | Côme Ledogar          | 4       |
| AF Corse        | Ferrari 488 GTE Evo | Ferrari F154CB 3.9 L Turbo V8 | M          | 52 | Miguel Molina         | Tutte   |
| AF Corse        | Ferrari 488 GTE Evo | Ferrari F154CB 3.9 L Turbo V8 | M          | 52 | Daniel Serra          | Tutte   |
| AF Corse        | Ferrari 488 GTE Evo | Ferrari F154CB 3.9 L Turbo V8 | M          | 52 | Sam Bird              | 4       |
| Porsche GT Team | Porsche 911 RSR     | Porsche 4.2 L Flat-6          | M          | 91 | Gianmaria Bruni       | Tutte   |
| Porsche GT Team | Porsche 911 RSR     | Porsche 4.2 L Flat-6          | M          | 91 | Richard Lietz         | Tutte   |
| Porsche GT Team | Porsche 911 RSR     | Porsche 4.2 L Flat-6          | M          | 91 | Frédéric Makowiecki   | 2, 4, 6 |
| Porsche GT Team | Porsche 911 RSR     | Porsche 4.2 L Flat-6          | M          | 92 | Kévin Estre           | Tutte   |
| Porsche GT Team | Porsche 911 RSR     | Porsche 4.2 L Flat-6          | M          | 92 | Neel Jani             | Tutte   |
| Porsche GT Team | Porsche 911 RSR     | Porsche 4.2 L Flat-6          | M          | 92 | Michael Christensen   | 2, 4, 6 |

### Classe LMGTE Am
| Scuderia              | Vettura                  | Motore                        | Pneumatici | #   | Piloti                | Gare     |
| --------------------- | ------------------------ | ----------------------------- | ---------- | --- | --------------------- | -------- |
| TF Sport              | Aston Martin Vantage AMR | Aston Martin 4.0 L Turbo V8   | M          | 33  | Felipe Fraga          | 1-       |
| TF Sport              | Aston Martin Vantage AMR | Aston Martin 4.0 L Turbo V8   | M          | 33  | Ben Keating           | 1-       |
| TF Sport              | Aston Martin Vantage AMR | Aston Martin 4.0 L Turbo V8   | M          | 33  | Dylan Pereira         | 1-       |
| D'Station Racing      | Aston Martin Vantage AMR | Aston Martin 4.0 L Turbo V8   | M          | 777 | Tomonobu Fujii        | 1-       |
| D'Station Racing      | Aston Martin Vantage AMR | Aston Martin 4.0 L Turbo V8   | M          | 777 | Satoshi Hoshino       | 1-       |
| D'Station Racing      | Aston Martin Vantage AMR | Aston Martin 4.0 L Turbo V8   | M          | 777 | Andrew Watson         | 1-       |
| Team Project 1        | Porsche 911 RSR          | Porsche 4.2 L Flat-6          | M          | 46  | Dennis Olsen          | 1, 3-4   |
| Team Project 1        | Porsche 911 RSR          | Porsche 4.2 L Flat-6          | M          | 46  | Anders Buchardt       | 1, 3-4   |
| Team Project 1        | Porsche 911 RSR          | Porsche 4.2 L Flat-6          | M          | 46  | Axcil Jefferies       | 1        |
| Team Project 1        | Porsche 911 RSR          | Porsche 4.2 L Flat-6          | M          | 46  | Maxwell Root          | 3        |
| Team Project 1        | Porsche 911 RSR          | Porsche 4.2 L Flat-6          | M          | 46  | Robby Foley           | 4        |
| Team Project 1        | Porsche 911 RSR          | Porsche 4.2 L Flat-6          | M          | 56  | Matteo Cairoli        | Tutte    |
| Team Project 1        | Porsche 911 RSR          | Porsche 4.2 L Flat-6          | M          | 56  | Egidio Perfetti       | Tutte    |
| Team Project 1        | Porsche 911 RSR          | Porsche 4.2 L Flat-6          | M          | 56  | Riccardo Pera         | Tutte    |
| Cetilar Racing        | Ferrari 488 GTE Evo      | Ferrari F154CB 3.9 L Turbo V8 | M          | 47  | Antonio Fuoco         | Tutte    |
| Cetilar Racing        | Ferrari 488 GTE Evo      | Ferrari F154CB 3.9 L Turbo V8 | M          | 47  | Roberto Lacorte       | Tutte    |
| Cetilar Racing        | Ferrari 488 GTE Evo      | Ferrari F154CB 3.9 L Turbo V8 | M          | 47  | Giorgio Sernagiotto   | Tutte    |
| AF Corse              | Ferrari 488 GTE Evo      | Ferrari F154CB 3.9 L Turbo V8 | M          | 54  | Francesco Castellacci | Tutte    |
| AF Corse              | Ferrari 488 GTE Evo      | Ferrari F154CB 3.9 L Turbo V8 | M          | 54  | Giancarlo Fisichella  | Tutte    |
| AF Corse              | Ferrari 488 GTE Evo      | Ferrari F154CB 3.9 L Turbo V8 | M          | 54  | Thomas Flohr          | Tutte    |
| AF Corse              | Ferrari 488 GTE Evo      | Ferrari F154CB 3.9 L Turbo V8 | M          | 83  | Nicklas Nielsen       | Tutte    |
| AF Corse              | Ferrari 488 GTE Evo      | Ferrari F154CB 3.9 L Turbo V8 | M          | 83  | François Perrodo      | Tutte    |
| AF Corse              | Ferrari 488 GTE Evo      | Ferrari F154CB 3.9 L Turbo V8 | M          | 83  | Alessio Rovera        | Tutte    |
| Iron Lynx             | Ferrari 488 GTE Evo      | Ferrari F154CB 3.9 L Turbo V8 | M          | 60  | Claudio Schiavoni     | 1-4, 6   |
| Iron Lynx             | Ferrari 488 GTE Evo      | Ferrari F154CB 3.9 L Turbo V8 | M          | 60  | Matteo Cressoni       | 1-3, 5-6 |
| Iron Lynx             | Ferrari 488 GTE Evo      | Ferrari F154CB 3.9 L Turbo V8 | M          | 60  | Andrea Piccini        | 1-3, 5-6 |
| Iron Lynx             | Ferrari 488 GTE Evo      | Ferrari F154CB 3.9 L Turbo V8 | M          | 60  | Raffaele Gianmaria    | 4        |
| Iron Lynx             | Ferrari 488 GTE Evo      | Ferrari F154CB 3.9 L Turbo V8 | M          | 60  | Paolo Ruberti         | 4        |
| Iron Lynx             | Ferrari 488 GTE Evo      | Ferrari F154CB 3.9 L Turbo V8 | M          | 60  | Rino Mastronardi      | 5        |
| Iron Lynx             | Ferrari 488 GTE Evo      | Ferrari F154CB 3.9 L Turbo V8 | M          | 85  | Rahel Frey            | Tutte    |
| Iron Lynx             | Ferrari 488 GTE Evo      | Ferrari F154CB 3.9 L Turbo V8 | M          | 85  | Manuela Gostner       | 1-2      |
| Iron Lynx             | Ferrari 488 GTE Evo      | Ferrari F154CB 3.9 L Turbo V8 | M          | 85  | Katherine Legge       | 1, 5-6   |
| Iron Lynx             | Ferrari 488 GTE Evo      | Ferrari F154CB 3.9 L Turbo V8 | M          | 85  | Michelle Gatting      | 2-4      |
| Iron Lynx             | Ferrari 488 GTE Evo      | Ferrari F154CB 3.9 L Turbo V8 | M          | 85  | Sarah Bovy            | 3-6      |
| Dempsey-Proton Racing | Porsche 911 RSR          | Porsche 4.2 L Flat-6          | M          | 77  | Matt Campbell         | Tutte    |
| Dempsey-Proton Racing | Porsche 911 RSR          | Porsche 4.2 L Flat-6          | M          | 77  | Jaxon Evans           | Tutte    |
| Dempsey-Proton Racing | Porsche 911 RSR          | Porsche 4.2 L Flat-6          | M          | 77  | Christian Ried        | Tutte    |
| Dempsey-Proton Racing | Porsche 911 RSR          | Porsche 4.2 L Flat-6          | M          | 88  | Marco Seefried        | 1-3      |
| Dempsey-Proton Racing | Porsche 911 RSR          | Porsche 4.2 L Flat-6          | M          | 88  | Andrew Haryanto       | 1, 3     |
| Dempsey-Proton Racing | Porsche 911 RSR          | Porsche 4.2 L Flat-6          | M          | 88  | Alessio Picariello    | 1, 3     |
| Dempsey-Proton Racing | Porsche 911 RSR          | Porsche 4.2 L Flat-6          | M          | 88  | Julien Andlauer       | 2, 4-6   |
| Dempsey-Proton Racing | Porsche 911 RSR          | Porsche 4.2 L Flat-6          | M          | 88  | Dominique Bastien     | 2, 4     |
| Dempsey-Proton Racing | Porsche 911 RSR          | Porsche 4.2 L Flat-6          | M          | 88  | Lance David Arnold    | 4        |
| Dempsey-Proton Racing | Porsche 911 RSR          | Porsche 4.2 L Flat-6          | M          | 88  | Khaled Al Qubaisi     | 5-6      |
| Dempsey-Proton Racing | Porsche 911 RSR          | Porsche 4.2 L Flat-6          | M          | 88  | Adrien De Leener      | 5        |
| Dempsey-Proton Racing | Porsche 911 RSR          | Porsche 4.2 L Flat-6          | M          | 88  | Axcil Jefferies       | 6        |
| GR Racing             | Porsche 911 RSR          | Porsche 4.2 L Flat-6          | M          | 86  | Ben Barker            | Tutte    |
| GR Racing             | Porsche 911 RSR          | Porsche 4.2 L Flat-6          | M          | 86  | Tom Gamble            | Tutte    |
| GR Racing             | Porsche 911 RSR          | Porsche 4.2 L Flat-6          | M          | 86  | Michael Wainwright    | Tutte    |
| Aston Martin Racing   | Aston Martin Vantage AMR | Aston Martin 4.0 L Turbo V8   | M          | 98  | Marcos Gomes          | Tutte    |
| Aston Martin Racing   | Aston Martin Vantage AMR | Aston Martin 4.0 L Turbo V8   | M          | 98  | Paul Dalla Lana       | Tutte    |
| Aston Martin Racing   | Aston Martin Vantage AMR | Aston Martin 4.0 L Turbo V8   | M          | 98  | Augusto Farfus Jr.    | 1-3, 5-6 |
| Aston Martin Racing   | Aston Martin Vantage AMR | Aston Martin 4.0 L Turbo V8   | M          | 98  | Nicki Thiim           | 4        |

## Risultati e classifiche

### Risultati
| Gara | Evento                     | Circuito                           | Vincitori Hypercar                              | Vincitori LMP2                                           | Vincitori LMP2 Pro-Am                             | Vincitori LMGTE Pro                             | Vincitori LMGTE Am                                | Resoconto |
| ---- | -------------------------- | ---------------------------------- | ----------------------------------------------- | -------------------------------------------------------- | ------------------------------------------------- | ----------------------------------------------- | ------------------------------------------------- | --------- |
| 1    | 6 Ore di Spa-Francorchamps | Circuito di Spa-Francorchamps      | No. 8 Toyota Gazoo Racing                       | No. 22 United Autosports USA                             | No. 29 Racing Team Nederland                      | No. 92 Team Porsche GT                          | No. 83 AF Corse                                   | Resoconto |
| 1    | 6 Ore di Spa-Francorchamps | Circuito di Spa-Francorchamps      | Sébastien Buemi Brendon Hartley Kazuki Nakajima | Filipe Albuquerque Philip Hanson Fabio Scherer           | Frits van Eerd Giedo van der Garde Job van Uitert | Kévin Estre Neel Jani                           | Nicklas Nielsen François Perrodo Alessio Rovera   | Resoconto |
| 2    | 8 Ore di Portimão          | Autódromo Internacional do Algarve | No. 8 Toyota Gazoo Racing                       | No. 38 Jota                                              | No. 70 Realteam Racing                            | No. 51 AF Corse                                 | No. 47 Cetilar Racing                             | Resoconto |
| 2    | 8 Ore di Portimão          | Autódromo Internacional do Algarve | Sébastien Buemi Brendon Hartley Kazuki Nakajima | Anthony Davidson António Félix da Costa Roberto González | Mathias Beche Esteban Garcia Norman Nato          | James Calado Alessandro Pier Guidi              | Antonio Fuoco Roberto Lacorte Giorgio Sernagiotto | Resoconto |
| 3    | 6 Ore di Monza             | Autodromo nazionale di Monza       | No.7 Toyota Gazoo Racing                        | No. 22 United Autosports USA                             | No. 29 Racing Team Nederland                      | No. 92 Team Porsche GT                          | No. 83 AF Corse                                   | Resoconto |
| 3    | 6 Ore di Monza             | Autodromo nazionale di Monza       | Mike Conway Kamui Kobayashi José María López    | Filipe Albuquerque Philip Hanson Fabio Scherer           | Paul-Loup Chatin Frits van Eerd Nyck de Vries     | Kévin Estre Neel Jani                           | Nicklas Nielsen François Perrodo Alessio Rovera   | Resoconto |
| 4    | 24 Ore di Le Mans          | Circuit de la Sarthe               | No. 7 Toyota Gazoo Racing                       | No. 31 Team WRT                                          | No. 21 DragonSpeed USA                            | No. 51 AF Corse                                 | No. 83 AF Corse                                   | Resoconto |
| 4    | 24 Ore di Le Mans          | Circuit de la Sarthe               | Mike Conway Kamui Kobayashi José María López    | Robin Frijns Ferdinand Habsburg Charles Milesi           | Ben Hanley Henrik Hedman Juan Pablo Montoya       | James Calado Côme Ledogar Alessandro Pier Guidi | Nicklas Nielsen François Perrodo Alessio Rovera   | Resoconto |
| 5    | 6 Ore del Bahrein          | Bahrain International Circuit      | No. 7 Toyota Gazoo Racing                       | No. 31 Team WRT                                          | No. 29 Racing Team Nederland                      | No. 92 Team Porsche GT                          | No. 33 TF Sport                                   | Resoconto |
| 5    | 6 Ore del Bahrein          | Bahrain International Circuit      | Mike Conway Kamui Kobayashi José María López    | Robin Frijns Ferdinand Habsburg Charles Milesi           | Frits van Eerd Giedo van der Garde Job van Uitert | Kévin Estre Neel Jani                           | Felipe Fraga Ben Keating Dylan Pereira            | Resoconto |
| 6    | 8 Ore del Bahrein          | Bahrain International Circuit      | No. 8 Toyota Gazoo Racing                       | No. 31 Team WRT                                          | No. 29 Racing Team Nederland                      | No. 51 AF Corse                                 | No. 83 AF Corse                                   | Resoconto |
| 6    | 8 Ore del Bahrein          | Bahrain International Circuit      | Sébastien Buemi Brendon Hartley Kazuki Nakajima | Robin Frijns Ferdinand Habsburg Charles Milesi           | Frits van Eerd Giedo van der Garde Job van Uitert | James Calado Alessandro Pier Guidi              | Nicklas Nielsen François Perrodo Alessio Rovera   | Resoconto |

### Classifica Piloti
| Durata | 1º | 2º | 3º | 4º | 5º | 6º | 7º | 8º | 9º | 10º | Altri | Pole |
| ------ | -- | -- | -- | -- | -- | -- | -- | -- | -- | --- | ----- | ---- |
| 6 Ore  | 25 | 18 | 15 | 12 | 10 | 8  | 6  | 4  | 2  | 1   | 0.5   | 1    |
| 8 Ore  | 38 | 27 | 23 | 18 | 15 | 12 | 9  | 6  | 3  | 2   | 1     | 1    |
| 24 Ore | 50 | 36 | 30 | 24 | 20 | 16 | 12 | 8  | 4  | 2   | 1     | 1    |

#### Classifica Hypercar
| Pos. | Pilota             | Team                | SPA | POR | MNZ | LMS | BHR | BHR | Punti |
| ---- | ------------------ | ------------------- | --- | --- | --- | --- | --- | --- | ----- |
| 1    | Mike Conway        | Toyota Gazoo Racing | 3   | 2   | 1   | 1   | 1   | 2   | 173   |
| 1    | Kamui Kobayashi    | Toyota Gazoo Racing | 3   | 2   | 1   | 1   | 1   | 2   | 173   |
| 1    | José María López   | Toyota Gazoo Racing | 3   | 2   | 1   | 1   | 1   | 2   | 173   |
| 2    | Sébastien Buemi    | Toyota Gazoo Racing | 1   | 1   | 4   | 2   | 2   | 1   | 168   |
| 2    | Brendon Hartley    | Toyota Gazoo Racing | 1   | 1   | 4   | 2   | 2   | 1   | 168   |
| 2    | Kazuki Nakajima    | Toyota Gazoo Racing | 1   | 1   | 4   | 2   | 2   | 1   | 168   |
| 3    | Nicolas Lapierre   | Alpine Elf Matmut   | 2   | 3   | 2   | 3   | 3   | 3   | 128   |
| 3    | André Negrão       | Alpine Elf Matmut   | 2   | 3   | 2   | 3   | 3   | 3   | 128   |
| 3    | Matthieu Vaxivière | Alpine Elf Matmut   | 2   | 3   | 2   | 3   | 3   | 3   | 128   |
| 4    | Richard Westbrook  | Glickenhaus Racing  |     | 4   | 3   | 5   |     |     | 53    |
| 4    | Romain Dumas       | Glickenhaus Racing  |     | 4   | 3   | 5   |     |     | 53    |
| 5    | Franck Mailleux    | Glickenhaus Racing  |     |     | 3   | 4   |     |     | 39    |
| 6    | Ryan Briscoe       | Glickenhaus Racing  |     | 4   |     | 5   |     |     | 38    |
| 7    | Luis Felipe Derani | Glickenhaus Racing  |     |     | Rit | 4   |     |     | 24    |
| 7    | Olivier Pla        | Glickenhaus Racing  |     |     | Rit | 4   |     |     | 24    |
| 8    | Gustavo Menezes    | Glickenhaus Racing  |     |     | Rit |     |     |     | 0     |
| Pos. | Pilota             | Team                | SPA | POR | MNZ | LMS | BHR | BHR | Punti |

#### Classifica LMP2
| Pos. | Pilota                 | Team                      | SPA | POR | MNZ | LMS | BHR | BHR | Punti |
| ---- | ---------------------- | ------------------------- | --- | --- | --- | --- | --- | --- | ----- |
| 1    | Robin Frijns           | Team WRT                  | 10  | 4   | 2   | 1   | 1   | 1   | 151   |
| 1    | Ferdinand von Habsburg | Team WRT                  | 10  | 4   | 2   | 1   | 1   | 1   | 151   |
| 1    | Charles Milesi         | Team WRT                  | 10  | 4   | 2   | 1   | 1   | 1   | 151   |
| 2    | Sean Gelael            | Jota Sport                | 3   | 2   | 5   | 2   | 2   | 3   | 131   |
| 2    | Tom Blomqvist          | Jota Sport                | 3   | 2   | 5   | 2   | 2   | 3   | 131   |
| 2    | Stoffel Vandoorne      | Jota Sport                | 3   | 2   | 5   | 2   | 2   | 3   | 131   |
| 3    | Anthony Davidson       | Jota Sport                | 2   | 1   | Rit | 4   | 3   | 2   | 123   |
| 3    | António Félix da Costa | Jota Sport                | 2   | 1   | Rit | 4   | 3   | 2   | 123   |
| 3    | Roberto González       | Jota Sport                | 2   | 1   | Rit | 4   | 3   | 2   | 123   |
| 4    | Philip Hanson          | United Autosports USA     | 1   | 3   | 1   | 10  | 4   | 4   | 107   |
| 5    | Fabio Scherer          | United Autosports USA     | 1   | WD  | 1   | 10  | 4   | 4   | 84    |
| 5    | Filipe Albuquerque     | United Autosports USA     | 1   |     | 1   | 10  | 4   | 4   | 84    |
| 6    | Alex Brundle           | Inter Europol Competition | 5   | 5   | 4   | 3   | 9   | 5   | 84    |
| 6    | Jakub Śmiechowski      | Inter Europol Competition | 5   | 5   | 4   | 3   | 9   | 5   | 84    |
| 7    | Renger van der Zande   | Inter Europol Competition | 5   |     | 4   | 3   | 9   | 5   | 69    |
| 8    | Frits van Eerd         | Racing Team Nederland     | 4   | 10  | 3   | 6   | 5   | 6   | 67    |
| 9    | Giedo van der Garde    | Racing Team Nederland     | 4   | 10  | WD  | 6   | 5   | 6   | 52    |
| 9    | Job van Uitert         | Racing Team Nederland     | 4   | 10  | WD  | 6   | 5   | 6   | 52    |
| 10   | Esteban Garcia         | Realteam Racing           | 6   | 7   | 7   | 7   | 7   | 7   | 50    |
| 10   | Norman Nato            | Realteam Racing           | 6   | 7   | 7   | 7   | 7   | 7   | 50    |
| 11   | Ben Hanley             | DragonSpeed USA           | 7   | 8   | 6   | 5   | 11  | 10  | 42.5  |
| 11   | Henrik Hedman          | DragonSpeed USA           | 7   | 8   | 6   | 5   | 11  | 10  | 42.5  |
| 11   | Juan Pablo Montoya     | DragonSpeed USA           | 7   | 8   | 6   | 5   | 11  | 10  | 42.5  |
| 12   | Loïc Duval             | Realteam Racing           | 6   |     | 7   | 7   | 7   | 7   | 41    |
| 13   | Sophia Flörsch         | Richard Mille Racing Team | 8   | 6   | 8   | Rit | 6   | 9   | 31    |
| 14   | Beitske Visser         | Richard Mille Racing Team | 8   | 6   |     | Rit | 6   | 9   | 27    |
| 15   | Dennis Andersen        | High Class Racing         | 9   | 9   | 9   | 8   | 8   | 8   | 25    |
| 16   | Wayne Boyd             | United Autosports USA     |     | 3   |     |     |     |     | 23    |
| 16   | Paul di Resta          | United Autosports USA     |     | 3   |     |     |     |     | 23    |
| 17   | Tatiana Calderón       | Richard Mille Racing Team | 8   | 6   | 8   | Rit |     | 9   | 23    |
| 18   | Anders Fjordbach       | High Class Racing         | 9   | 9   | 9   |     | 8   | 8   | 17    |
| 19   | Nyck de Vries          | Racing Team Nederland     |     |     | 3   |     |     |     | 15    |
| 19   | Paul-Loup Chatin       | Racing Team Nederland     |     |     | 3   |     |     |     | 15    |
| 20   | Louis Delétraz         | Inter Europol Competition |     | 5   |     |     |     |     | 15    |
| 21   | Robert Kubica          | High Class Racing         |     |     |     |     | 8   | 8   | 10    |
| 22   | Mathias Beche          | Realteam Racing           |     | 7   |     |     |     |     | 9     |
| 23   | Gabriel Aubry          | Richard Mille Racing Team |     |     |     |     | 6   |     | 8     |
| 24   | Marco Sørensen         | High Class Racing         |     |     |     | 8   |     |     | 8     |
| 24   | Ricky Taylor           | High Class Racing         |     |     |     | 8   |     |     | 8     |
| 25   | Miro Konôpka           | ARC Bratislava            | Rit | 11  | 10  | 9   | 10  | 11  | 8     |
| 26   | Jan Magnussen          | High Class Racing         | 9   | 9   | 9   |     |     |     | 7     |
| 27   | Oli Webb               | ARC Bratislava            |     | 11  | 10  | 9   | 10  |     | 7     |
| 28   | Matej Konôpka          | ARC Bratislava            |     |     | 10  | 9   |     |     | 5     |
| 29   | Tom Jackson            | ARC Bratislava            | Rit | 11  |     |     |     |     | 1     |
| 30   | Kush Maini             | ARC Bratislava            |     |     |     |     | 10  |     | 1     |
| 31   | Olli Caldwell          | ARC Bratislava            |     |     |     |     |     | 11  | 1     |
| 31   | Nelson Panciatici      | ARC Bratislava            |     |     |     |     |     | 11  | 1     |
| 32   | Darren Burke           | ARC Bratislava            | Rit |     |     |     |     |     | 0     |
| Pos. | Pilota                 | Team                      | SPA | POR | MNZ | LMS | BHR | BHR | Punti |

#### Classifica LMGTE Pro
| Pos. | Pilota                | Team            | SPA | POR | MNZ | LMS | BHR | BHR | Punti |
| ---- | --------------------- | --------------- | --- | --- | --- | --- | --- | --- | ----- |
| 1    | James Calado          | AF Corse        | 2   | 1   | 2   | 1   | 3   | 1   | 177   |
| 1    | Alessandro Pier Guidi | AF Corse        | 2   | 1   | 2   | 1   | 3   | 1   | 177   |
| 2    | Kévin Estre           | Porsche GT Team | 1   | 3   | 1   | 2   | 1   | 2   | 166   |
| 2    | Neel Jani             | Porsche GT Team | 1   | 3   | 1   | 2   | 1   | 2   | 166   |
| 3    | Gianmaria Bruni       | Porsche GT Team | 4   | 4   | 3   | 3   | 2   | 4   | 111   |
| 3    | Richard Lietz         | Porsche GT Team | 4   | 4   | 3   | 3   | 2   | 4   | 111   |
| 4    | Miguel Molina         | AF Corse        | 3   | 2   | 4   | 10  | 4   | 3   | 92    |
| 4    | Daniel Serra          | AF Corse        | 3   | 2   | 4   | 10  | 4   | 3   | 92    |
| 5    | Michael Christensen   | Porsche GT Team |     | 3   |     | 2   |     | 2   | 88    |
| 6    | Frédéric Makowiecki   | Porsche GT Team |     | 4   |     | 3   |     | 4   | 66    |
| 7    | Côme Ledogar          | AF Corse        |     |     |     | 1   |     |     | 50    |
| 8    | Sam Bird              | AF Corse        |     |     |     | 10  |     |     | 3     |
| Pos. | Pilota                | Team            | SPA | POR | MNZ | LMS | BHR | BHR | Punti |

#### Classifica LMP2 Pro/Am
| Pos. | Pilota              | Team                  | SPA | POR | MNZ | LMS | BHR | BHR | Punti |
| ---- | ------------------- | --------------------- | --- | --- | --- | --- | --- | --- | ----- |
| 1    | Frits van Eerd      | Racing Team Nederland | 1   | 4   | 1   | 2   | 1   | 1   | 167   |
| 2    | Esteban Garcia      | Realteam Racing       | 2   | 1   | 3   | 3   | 2   | 2   | 146   |
| 2    | Norman Nato         | Realteam Racing       | 2   | 1   | 3   | 3   | 2   | 2   | 146   |
| 3    | Giedo van der Garde | Racing Team Nederland | 1   | 4   | WD  | 2   | 1   | 1   | 146   |
| 3    | Job van Uitert      | Racing Team Nederland | 1   | 4   | WD  | 2   | 1   | 1   | 146   |
| 4    | Ben Hanley          | DragonSpeed USA       | 3   | 2   | 2   | 1   | 5   | 4   | 138   |
| 4    | Henrik Hedman       | DragonSpeed USA       | 3   | 2   | 2   | 1   | 5   | 4   | 138   |
| 4    | Juan Pablo Montoya  | DragonSpeed USA       | 3   | 2   | 2   | 1   | 5   | 4   | 138   |
| 5    | Dennis Andersen     | High Class Racing     | 4   | 3   | 4   | 4   | 3   | 3   | 109   |
| 6    | Loïc Duval          | Realteam Racing       | 2   |     | 3   | 3   | 2   | 2   | 108   |
| 7    | Anders Fjordbach    | High Class Racing     | 4   | 3   | 4   |     | 3   | 3   | 85    |
| 8    | Miro Konôpka        | ARC Bratislava        | Rit | 5   | 5   | 5   | 4   | 5   | 72    |
| 8    | Oli Webb            | ARC Bratislava        |     | 5   | 5   | 5   | 4   |     | 57    |
| 9    | Jan Magnussen       | High Class Racing     | 4   | 3   | 4   |     |     |     | 47    |
| 10   | Mathias Beche       | Realteam Racing       |     | 1   |     |     |     |     | 38    |
| 11   | Robert Kubica       | High Class Racing     |     |     |     |     | 3   | 3   | 38    |
| 12   | Matej Konôpka       | ARC Bratislava        |     |     | 5   | 5   |     |     | 30    |
| 13   | Nyck de Vries       | Racing Team Nederland |     |     | 1   |     |     |     | 25    |
| 13   | Paul-Loup Chatin    | Racing Team Nederland |     |     | 1   |     |     |     | 25    |
| 14   | Marco Sørensen      | High Class Racing     |     |     |     | 4   |     |     | 24    |
| 14   | Ricky Taylor        | High Class Racing     |     |     |     | 4   |     |     | 24    |
| 15   | Tom Jackson         | ARC Bratislava        | Rit | 5   |     |     |     |     | 15    |
| 16   | Olli Caldwell       | ARC Bratislava        |     |     |     |     |     | 5   | 15    |
| 16   | Nelson Panciatici   | ARC Bratislava        |     |     |     |     |     | 5   | 15    |
| 17   | Kush Maini          | ARC Bratislava        |     |     |     |     | 4   |     | 12    |
| -    | Darren Burke        | ARC Bratislava        | Rit |     |     |     |     |     | 0     |
| Pos. | Pilota              | Team                  | SPA | POR | MNZ | LMS | BHR | BHR | Punti |

#### Classifica LMGTE Am
| Pos. | Pilota                | Team                  | SPA | POR | MNZ | LMS | BHR | BHR | Punti |
| ---- | --------------------- | --------------------- | --- | --- | --- | --- | --- | --- | ----- |
| 1    | Nicklas Nielsen       | AF Corse              | 1   | 10  | 1   | 1   | 5   | 1   | 150   |
| 1    | François Perrodo      | AF Corse              | 1   | 10  | 1   | 1   | 5   | 1   | 150   |
| 1    | Alessio Rovera        | AF Corse              | 1   | 10  | 1   | 1   | 5   | 1   | 150   |
| 2    | Felipe Fraga          | TF Sport              | 2   | 7   | 12  | 2   | 1   | Rit | 90.5  |
| 2    | Dylan Pereira         | TF Sport              | 2   | 7   | 12  | 2   | 1   | Rit | 90,5  |
| 2    | Ben Keating           | TF Sport              | 2   | 7   | 12  | 2   | 1   | Rit | 90.5  |
| 3    | Matt Campbell         | Dempsey-Proton Racing | Rit | Rit | 5   | 4   | 2   | 2   | 79    |
| 3    | Jaxon Evans           | Dempsey-Proton Racing | Rit | Rit | 5   | 4   | 2   | 2   | 79    |
| 3    | Christian Ried        | Dempsey-Proton Racing | Rit | Rit | 5   | 4   | 2   | 2   | 79    |
| 4    | Matteo Cairoli        | Team Project 1        | NP  | 2   | 4   | Rit | 3   | 3   | 78    |
| 4    | Riccardo Pera         | Team Project 1        | NP  | 2   | 4   | Rit | 3   | 3   | 78    |
| 4    | Egidio Perfetti       | Team Project 1        | NP  | 2   | 4   | Rit | 3   | 3   | 78    |
| 5    | Antonio Fuoco         | Cetilar Racing        | 3   | 1   | 10  | Rit | 9   | 4   | 75    |
| 5    | Roberto Lacorte       | Cetilar Racing        | 3   | 1   | 10  | Rit | 9   | 4   | 75    |
| 5    | Giorgio Sernagiotto   | Cetilar Racing        | 3   | 1   | 10  | Rit | 9   | 4   | 75    |
| 6    | Francesco Castellacci | AF Corse              | 4   | 3   | 7   | 7   | 7   | 6   | 71    |
| 6    | Giancarlo Fisichella  | AF Corse              | 4   | 3   | 7   | 7   | 7   | 6   | 71    |
| 6    | Thomas Flohr          | AF Corse              | 4   | 3   | 7   | 7   | 7   | 6   | 71    |
| 7    | Claudio Schiavoni     | Iron Lynx             | 9   | 5   | Rit | 3   |     | 5   | 62    |
| 8    | Marcos Gomes          | Aston Martin Racing   | 6   | 4   | 2   | Rit | 4   | 10  | 58    |
| 8    | Paul Dalla Lana       | Aston Martin Racing   | 6   | 4   | 2   | Rit | 4   | 10  | 58    |
| 8    | Augusto Farfus Jr.    | Aston Martin Racing   | 6   | 4   | 2   |     | 4   | 10  | 58    |
| 9    | Tomonobu Fujii        | D'station Racing      | 7   | Rit | 3   | 5   | 10  | 7   | 51    |
| 9    | Satoshi Hoshino       | D'station Racing      | 7   | Rit | 3   | 5   | 10  | 7   | 51    |
| 9    | Andrew Watson         | D'station Racing      | 7   | Rit | 3   | 5   | 10  | 7   | 51    |
| 10   | Rahel Frey            | Iron Lynx             | 8   | 6   | 8   | 6   | 8   | 8   | 46    |
| 11   | Matteo Cressoni       | Iron Lynx             | 9   | 5   | Rit |     | 11  | 5   | 33.5  |
| 11   | Andrea Piccini        | Iron Lynx             | 9   | 5   | Rit |     | 11  | 5   | 33.5  |
| 12   | Michelle Gatting      | Iron Lynx             |     | 6   | 8   | 8   |     |     | 32    |
| 13   | Raffaele Giammaria    | Iron Lynx             |     |     |     | 3   |     |     | 30    |
| 13   | Paolo Ruberti         | Iron Lynx             |     |     |     | 3   |     |     | 30    |
| 14   | Sarah Bovy            | Iron Lynx             |     |     | 8   | 6   | 8   | 8   | 30    |
| 15   | Ben Barker            | GR Racing             | Rit | 8   | 8   | 9   | 6   | 9   | 23    |
| 15   | Tom Gamble            | GR Racing             | Rit | 8   | 8   | 9   | 6   | 9   | 23    |
| 15   | Michael Wainwright    | GR Racing             | Rit | 8   | 8   | 9   | 6   | 9   | 23    |
| 16   | Marco Seefried        | Dempsey-Proton Racing | 5   | 9   | 6   |     |     |     | 21    |
| 17   | Andrew Haryanto       | Dempsey-Proton Racing | 5   |     | 6   |     |     |     | 18    |
| 17   | Alessio Picariello    | Dempsey-Proton Racing | 5   |     | 6   |     |     |     | 18    |
| 18   | Manuela Gostner       | Iron Lynx             | 8   | 6   |     |     |     |     | 16    |
| 19   | Katherine Legge       | Iron Lynx             | 8   |     |     |     | 8   | 8   | 14    |
| 20   | Julien Andlauer       | Dempsey-Proton Racing |     | 9   |     | 8   | 12  | Rit | 12.5  |
| 21   | Dominique Bastien     | Dempsey-Proton Racing |     | 9   |     | 8   |     |     | 12    |
| 22   | Lance David Arnold    | Dempsey-Proton Racing |     |     |     | 8   |     |     | 9     |
| 23   | Rino Mastronardi      | Iron Lynx             |     |     |     |     | 11  |     | 1.5   |
| 24   | Anders Buchardt       | Team Project 1        | WD  |     | 11  | Rit |     |     | 0.5   |
| 24   | Dennis Olsen          | Team Project 1        | WD  |     | 11  | Rit |     |     | 0.5   |
| 24   | Maxwell Root          | Team Project 1        |     |     | 11  |     |     |     | 0.5   |
| 25   | Khaled Al Qubaisi     | Dempsey-Proton Racing |     |     |     |     | 12  | Rit | 0.5   |
| 25   | Adrien De Leener      | Dempsey-Proton Racing |     |     |     |     | 12  |     | 0.5   |
| -    | Robby Foley           | Team Project 1        |     |     |     | Rit |     |     | 0     |
| -    | Nicki Thiim           | Aston Martin Racing   |     |     |     | Rit |     |     | 0     |
| -    | Axcil Jefferies       | Team Project 1        | WD  |     |     |     |     |     | 0     |
| -    | Axcil Jefferies       | Dempsey-Proton Racing |     |     |     |     |     | Rit | 0     |
| Pos. | Pilota                | Team                  | SPA | POR | MNZ | LMS | BHR | BHR | Punti |

### Campionato costruttori e team
Viene assegnato un campionato del mondo per i produttori di LMGTE e per i team Hypercar. I trofei FIA Endurance vengono assegnati ai team LMP2, LMP2 Pro/Am e LMGTE Am.

#### Campionato costruttori Hypercar
I punti vengono assegnati solo per il concorrente più alto di ogni squadra.
| Posizione | Team                | SPA | ALG | MNZ | LMS | BHR | BHR | Punti |
| --------- | ------------------- | --- | --- | --- | --- | --- | --- | ----- |
| 1         | Toyota Gazoo Racing | 1   | 1   | 1   | 1   | 1   | 1   | 206   |
| 2         | Alpine Elf Matmut   | 2   | 3   | 2   | 3   | 3   | 3   | 128   |
| 3         | Glickenhaus Racing  |     | 29  | 4   | 4   |     |     | 37    |
| Posizione | Team                | SPA | ALG | MNZ | LMS | BHR | BHR | Punti |

#### Trofeo endurance costruttori LMP2
I punti vengono assegnati solo alla vettura con posizione finale migliore di ogni costruttore per ogni gara.
| Posizione | #  | Team                      | SPA | ALG | MNZ | LMS | BHR | BHR | Punti |
| --------- | -- | ------------------------- | --- | --- | --- | --- | --- | --- | ----- |
| 1         | 31 | Team WRT                  | 10  | 4   | 2   | 1   | 1   | 1   | 151   |
| 2         | 28 | Jota                      | 3   | 2   | 5   | 2   | 2   | 3   | 131   |
| 3         | 38 | Jota                      | 2   | 1   | Rit | 4   | 3   | 2   | 123   |
| 4         | 22 | United Autosports USA     | 1   | 3   | 1   | 10  | 4   | 4   | 107   |
| 5         | 34 | Inter Europol Competition | 5   | 5   | 4   | 3   | 9   | 5   | 84    |
| 6         | 29 | Racing Team Nederland     | 4   | 10  | 3   | 6   | 5   | 6   | 67    |
| 7         | 70 | Realteam Racing           | 6   | 7   | 7   | 7   | 7   | 7   | 50    |
| 8         | 21 | DragonSpeed USA           | 7   | 8   | 6   | 5   | 11  | 10  | 42.5  |
| 9         | 1  | Richard Mille Racing Team | 8   | 6   | 8   | Rit | 6   | 9   | 31    |
| 10        | 20 | High Class Racing         | 9   | 9   | 9   | 8   | 8   | 8   | 25    |
| 11        | 44 | ARC Bratislava            | Rit | 11  | 10  | 9   | 10  | 11  | 8     |
| Posizione | #  | Team                      | SPA | ALG | MNZ | LMS | BHR | BHR | Punti |

#### Campionato costruttori LMGTE Pro
I punti vengono assegnati solo alla vettura con posizione finale migliore di ogni costruttore per ogni gara.
| Posizione | Costruttore | SPA | ALG | MNZ | LMS | BHR | BHR | Punti |
| --------- | ----------- | --- | --- | --- | --- | --- | --- | ----- |
| 1         | Ferrari     | 2   | 1   | 2   | 1   | 3   | 1   | 291   |
| 1         | Ferrari     | 3   | 2   | 4   | 10  | 4   | 3   | 291   |
| 2         | Porsche     | 1   | 3   | 1   | 2   | 1   | 2   | 277   |
| 2         | Porsche     | 4   | 4   | 3   | 3   | 2   | 4   | 277   |
| Posizione | Costruttore | SPA | ALG | MNZ | LMS | BHR | BHR | Punti |

#### Trofeo endurance costruttori LMP2 Pro/Am
I punti vengono assegnati solo alla vettura con posizione finale migliore di ogni costruttore per ogni gara.
| Posizione | #  | Team                  | SPA | ALG | MNZ | LMS | BHR | BHR | Punti |
| --------- | -- | --------------------- | --- | --- | --- | --- | --- | --- | ----- |
| 1         | 29 | Racing Team Nederland | 1   | 4   | 1   | 2   | 1   | 1   | 167   |
| 2         | 70 | Realteam Racing       | 2   | 1   | 3   | 3   | 2   | 2   | 146   |
| 3         | 21 | DragonSpeed USA       | 3   | 2   | 2   | 1   | 5   | 4   | 138   |
| 4         | 20 | High Class Racing     | 4   | 3   | 4   | 4   | 3   | 3   | 109   |
| 5         | 44 | ARC Bratislava        | Rit | 5   | 5   | 5   | 4   | 5   | 72    |
| Posizione | #  | Team                  | SPA | ALG | MNZ | LMS | BHR | BHR | Punti |

#### Trofeo costruttori LMGTE Am
I punti vengono assegnati solo alla vettura con posizione finale migliore di ogni costruttore per ogni gara.
| Posizione | #   | Team                  | SPA | ALG | MNZ | LMS | BHR | BHR | Punti |
| --------- | --- | --------------------- | --- | --- | --- | --- | --- | --- | ----- |
| 1         | 83  | AF Corse              | 1   | 10  | 1   | 1   | 5   | 1   | 150   |
| 2         | 33  | TF Sport              | 2   | 7   | 12  | 2   | 1   | Rit | 90.5  |
| 3         | 77  | Dempsey-Proton Racing | Rit | Rit | 5   | 4   | 2   | 2   | 79    |
| 4         | 56  | Team Project 1        | NP  | 2   | 4   | Rit | 3   | 3   | 78    |
| 5         | 47  | Cetilar Racing        | 3   | 1   | 10  | Rit | 9   | 4   | 75    |
| 6         | 54  | AF Corse              | 4   | 3   | 7   | 7   | 7   | 6   | 71    |
| 7         | 60  | Iron Lynx             | 9   | 5   | Rit | 3   | 11  | 5   | 63.5  |
| 8         | 98  | Aston Martin Racing   | 6   | 4   | 2   | Rit | 4   | 10  | 58    |
| 9         | 777 | D'station Racing      | 7   | Rit | 3   | 5   | 10  | 7   | 51    |
| 10        | 85  | Iron Lynx             | 8   | 6   | 8   | 6   | 8   | 8   | 46    |
| 11        | 88  | Dempsey-Proton Racing | 5   | 9   | 6   | 8   | 12  | Rit | 30.5  |
| 12        | 86  | GR Racing             | Rit | 8   | 9   | 9   | 6   | 9   | 21    |
| 13        | 46  | Team Project 1        | WD  |     | 11  | Rit |     |     | 0.5   |
| Posizione | #   | Team                  | SPA | ALG | MNZ | LMS | BHR | BHR | Punti |